# CP System II
CP System II (яп. CPシステムII си:пи: сисутему цу:) или CPS-2 — аркадная система которая впервые была использована фирмой Capcom в 1993 году для игры Super Street Fighter II. Данная аркадная система оказалась более успешной, нежели её предшественницы CP System и Capcom Power System Changer, и игры для неё выпускались вплоть до начала 2000-х годов, несмотря на то, что формально в 1996 году её вытеснила система CPS-3.

## История
Более ранняя версия аркадной платформы CP System (или CPS-1) была достаточно успешной, но подверженной пиратству в плане нелегального копирования игр. Чтобы исправить ситуацию, Capcom выпустила новую версию аркадной системы, взяв за основу CP System (с чипом QSound) с минимальными изменениями и добавила шифрование ROM’ов. Благодаря шифрованию, незаконное копирование игр стало невозможным.
CP System II состояла из двух независимых частей: плата A, которая имеет JAMMA-разъёмы и содержит все необходимые компоненты для запуска игр, и платы B, которая содержит в себе игру. Отношение плат типа A и B такое же, как между домашней игровой консолью и картриджем. Платы типа A и B имеют цветовую маркировку по регионам; каждая плата может работать с другой платой только той же самой цветовой маркировки. Исключением из этого правила является только тот факт, что платы зелёной и синей цветовой маркировки способны работать друг с другом.
Платы типа B содержат энергозависимую память с батарейкой, содержащую необходимые ключи для расшифровки игровых данных. С течением времени батарейки теряют свой заряд, и игра перестаёт запускаться, потому что процессор аркадной системы не может расшифровать данные без криптографических ключей. Этого можно избежать, если заменить батарейку до того, как напряжение упадёт ниже уровня в 2В.
Таким образом, получается, что в случае легального использования игра перестаёт работать после отведённого лимита времени (за исключением случая пересылки фирме Capcom платы с игрой для замены батарейки и соответствующей оплаты).
Из-за применения серьёзного шифрования эмуляция данной платформы длительное время была практически невозможной. Тем не менее, в январе 2001 года команда CPS-2 Shock group нашла способ получения незашифрованных данных игр путём внесения изменений в аппаратное обеспечение системы. Эти данные были распространены в виде XOR-разницы между незашифрованными данными игры и оригинальным зашифрованным образом, что сделало возможным эмуляцию и восстановление картриджей, испорченных вследствие разряда батареи.
В январе 2007 года способ расшифровки был полностью разгадан благодаря реверс-инжинирингу, произведенному Андреасом Нэве и Николя Сальморией. Было выявлено, что алгоритм расшифровки состоит из двух четырёхуровневых сетей Фейстеля с 64-битным ключом. Данный алгоритм расшифровки был позднее реализован в эмуляторе MAME для всех известных игр для платформы CPS-2.

### Цвета аркадной системы в зависимости от региона
- Синий: США, Канада и европа
- Зелёный: Япония
- Оранжевый: Северная Америка
- Серый: Азия
- Жёлтый: «Регион 0» (доступны только в аренду)
- Чёрный: «Регион 0» платы A и B, объединённые в одно устройство

## Характеристики
- Процессор: Motorola 68000 на частоте 11.8 МГц
- Звуковой процессор: ZiLOG Z80 на частоте 8 МГц
- Звуковой чип: Q-Sound на частоте 4 МГц
- Палитра цветов: 32 бит
- Максимальное количество цветов на экране: 4.096
- Количество цветов на объект: 16 (4 бит на пиксел)
- Количество спрайтов на экране: 900 (16 x 16 пикселей)
- Количество слоёв прокрутки: 3
- Разрешение: 384 x 224

## Список игр
| Дата релиза | Разработчик      | Английское название                                                                     | Японское название                                                                                   | Жанр                 |
| ----------- | ---------------- | --------------------------------------------------------------------------------------- | --------------------------------------------------------------------------------------------------- | -------------------- |
| 1993-09-10  | Capcom           | Super Street Fighter II: The New Challengers Super Street Fighter II: Tournament Battle | Super Street Fighter II (スーパーストリートファイターII)                                            | файтинг              |
| 1993-12-03  | Capcom           | Eco Fighters                                                                            | Ultimate Ecology (アルティミットエコロジー)                                                         | Shoot 'em up         |
| 1994-01-13  | Capcom           | Dungeons & Dragons: Tower of Doom                                                       | Dungeons & Dragons: Tower of Doom (ダンジョンズ&ドラゴンズ タワーオブドゥーム)                      | Beat 'em up          |
| 1994-02-23  | Capcom           | Super Street Fighter II Turbo                                                           | Super Street Fighter II X: Grand Master Challenge (スーパーストリートファイターIIX)                 | файтинг              |
| 1994-05-20  | Capcom           | Alien vs Predator                                                                       | Alien VS Predator (エイリアンVSプレデター)                                                          | Beat 'em up          |
| 1994-07-05  | Capcom           | Darkstalkers: The Night Warriors                                                        | Vampire: The Night Warriors (ヴァンパイア -The Night Warriors-)                                     | файтинг              |
| 1994-08-08  | Capcom           | Ring of Destruction: Slammasters II                                                     | Super Muscle Bomber: The International Blowout (スーパーマッスルボマー -THE INTERNATIONAL BLOWOUT-) | файтинг              |
| 1994-09-16  | Capcom           | Armored Warriors                                                                        | Powered Gear: Strategic Variant Armor Equipment (パワードギア -STRATEGIC VARIANT ARMOR EQUIPMENT-)  | Beat 'em up          |
| 1994-12-08  | Capcom           | X-Men: Children of the Atom                                                             | X-Men: Children of the Atom (X-MEN Children of The Atom)                                            | файтинг              |
| 1995-03-02  | Capcom           | Night Warriors: Darkstalkers' Revenge                                                   | Vampire Hunter: Darkstalkers' Revenge (ヴァンパイアハンター -Darkstalkers' Revenge-)                | файтинг              |
| 1995-04-20  | Capcom           | Cyberbots: Full Metal Madness                                                           | Cyberbots: Full Metal Madness (サイバーボッツ -FULL METAL MADNESS-)                                 | файтинг              |
| 1995-06-05  | Capcom           | Street Fighter Alpha                                                                    | Street Fighter Zero (ストリートファイターZERO)                                                      | файтинг              |
| 1995-09-22  | Capcom           | Mega Man: The Power Battle                                                              | Rockman: The Power Battle (ロックマン ザ・パワーバトル)                                             | Платформер           |
| 1995-10-24  | Capcom           | Marvel Super Heroes                                                                     | Marvel Super Heroes (MARVEL SUPER HEROES)                                                           | файтинг              |
| 1995-12-07  | Capcom           | 19XX: The War Against Destiny                                                           | 19XX The War Against Destiny (19XX -THE WAR AGAINST DESTINY-)                                       | Shoot 'em up         |
| 1996-02-06  | Capcom           | Dungeons & Dragons: Shadow over Mystara                                                 | Dungeons & Dragons: Shadow over Mystara (ダンジョンズ&ドラゴンズ シャドーオーバーミスタラ)          | Beat 'em up          |
| 1996-02-27  | Capcom           | Street Fighter Alpha 2                                                                  | Street Fighter Zero 2 (ストリートファイターZERO2)                                                   | файтинг              |
| 1996-05-29  | Capcom           | Super Puzzle Fighter II Turbo                                                           | Super Puzzle Fighter II X (スーパーパズルファイターIIX)                                             | Puzzle game          |
| 1996-07-08  | Capcom           | Mega Man 2: The Power Fighters                                                          | Rockman 2: The Power Fighters (ロックマン2 ザ・パワーファイターズ)                                  | Платформер           |
| 1996-08-05  | Capcom           | Street Fighter Zero 2 Alpha                                                             | Street Fighter Zero 2 Alpha (ストリートファイターZERO2 ALPHA)                                       | файтинг              |
| 1996-08-26  | Capcom           | Quiz Nanairo Dreams: Nijiirochō no Kiseki                                               | Quiz Nanairo Dreams: Nijiirochō no Kiseki (クイズなないろDREAMS 虹色町の奇跡)                       | Викторина            |
| 1996-09-09  | Capcom           | X-Men vs. Street Fighter                                                                | X-Men vs. Street Fighter (X-MEN VS. STREET FIGHTER)                                                 | файтинг              |
| 1997-03-19  | Capcom           | Battle Circuit                                                                          | Battle Circuit (バトルサーキット)                                                                   | Beat 'em up          |
| 1997-05-19  | Capcom           | Vampire Savior: The Lord of Vampire                                                     | Vampire Savior: The Lord of Vampire (ヴァンパイアセイヴァー -The Lord of Vampire-)                  | файтинг              |
| 1997-06-20  | Capcom           | Marvel Super Heroes vs. Street Fighter                                                  | Marvel Super Heroes vs. Street Fighter (MARVEL SUPER HEROES VS. STREET FIGHTER)                     | файтинг              |
| 1997-07-22  | Capcom           | Capcom Sports Club                                                                      | Capcom Sports Club (カプコンスポーツクラブ)                                                         | спортивный симулятор |
| 1997-09-04  | Capcom           | Super Gem Fighter Mini Mix                                                              | Pocket Fighter (ポケットファイター)                                                                 | файтинг              |
| 1997-09-13  | Capcom           | Vampire Hunter 2: Darkstalkers' Revenge                                                 | Vampire Hunter 2: Darkstalkers' Revenge (ヴァンパイアハンター2 -Darkstalkers' Revenge-)             | файтинг              |
| 1997-09-13  | Capcom           | Vampire Savior 2: The Lord of Vampire                                                   | Vampire Savior 2: The Lord of Vampire (ヴァンパイアセイヴァー2 -The Lord of Vampire-)               | файтинг              |
| 1998-01-12  | Capcom           | Marvel vs. Capcom: Clash of Super Heroes                                                | Marvel vs. Capcom: Clash of Super Heroes (MARVEL VS. CAPCOM CLASH OF SUPER HEROES)                  | файтинг              |
| 1998-06-29  | Capcom           | Street Fighter Alpha 3                                                                  | Street Fighter Zero 3 (ストリートファイターZERO3)                                                   | файтинг              |
| 1999-02-22  | Takumi           | Giga Wing                                                                               | Giga Wing (ギガウイング)                                                                            | Shoot 'em up         |
| 1999-05-27  | Capcom           | Jangokushi: Haō no Saihai                                                               | Jangokushi Haō no Saihai (雀國志 覇王の采牌)                                                        | Puzzle game          |
| 2000-01-21  | Eighting/Raizing | Dimahoo                                                                                 | Great Mahō Daisakusen (グレート魔法大作戦)                                                          | Shoot 'em up         |
| 2000-04-12  | Takumi           | Mars Matrix: Hyper Solid Shooting                                                       | Mars Matrix (マーズマトリックス)                                                                    | Shoot 'em up         |
| 2000-06-20  | Eighting/Raizing | 1944: The Loop Master                                                                   | 1944 The Loop Master (1944 THE LOOP MASTER)                                                         | Shoot 'em up         |
| 2000-10-10  | Mitchell         | Mighty! Pang                                                                            | Mighty Pang (マイティ・パン)                                                                        | Платформер           |
| 2001-01-17  | Cave             | Progear                                                                                 | Progear no Arashi (プロギアの嵐)                                                                    | Shoot 'em up         |
| 2001-02-05  | Mitchell         | Puzz Loop 2                                                                             | Puzz Loop 2 (パズループ2)                                                                           | Puzzle game          |
| 2001-08-20  | Mitchell         | Janpai Puzzle Chōkō                                                                     | Janpai Puzzle Chōkō (雀牌パズル 長江)                                                               | Puzzle game          |
| 2003-12-22  | Capcom           | Hyper Street Fighter II: The Anniversary Edition                                        | Hyper Street Fighter II (ハイパーストリートファイターII)                                            | файтинг              |